# Crassula strigosa
Crassula strigosa är en fetbladsväxtart som beskrevs av Carl von Linné. Crassula strigosa ingår i släktet krassulor, och familjen fetbladsväxter. Inga underarter finns listade i Catalogue of Life.